# Žvižgovke
Žvižgovke (znanstveno ime Leptodactylidae) so raznolika družina brezrepih dvoživk iz podreda Neobatrachia. Družina obsega okrog 50 rodov, med katerimi je tudi najobsežnejši rod vretenčarjev Eleutherodactylus s čez 700 vrstami. Skupaj je bilo opisanih okrog 1100 vrst živžgovk, med katerimi jih večina živi v Srednji in Južni Ameriki. Družino imajo pogosto za parafiletsko, saj imajo vsi njeni člani skupnega prednika, vendar pa Leptodactylidae ne zajemajo vseh potomcev tega prednika.
Ohranili so se številni fosili žvižgovk. Eden od primerkov iz rodu Eleutherodactylus, star 37 milijonov let, se je v jantarju ohranil v celoti.
Pri tej družini ne poznamo morfoloških sinapomorfij.

## Poddružine
- Ceratophryinae
- Cycloramphinae
- Eleutherodactylinae
- Leptodactylinae
- Telmatobiinae